# Puppet Master 5: The Final Chapter
Puppet Master 5: The Final Chapter is een Amerikaanse horrorfilm uit 1994 onder regie van Jeff Burr. De film is het vijfde deel in de Puppet Master-franchise en is een sequel van Puppet Master 4 dat in 1993 uitkwam.

## Rolverdeling
| Acteur          | Personage    |
| --------------- | ------------ |
| Guy Rolfe       | André Toulon |
| Gordon Currie   | Rick Myers   |
| Chandra West    | Susie        |
| Ian Ogilvy      | Dr. Jennings |
| Teresa Hill     | Lauren       |
| Nicholas Guest  | Hendy        |
| Willard E. Pugh | Jason        |
| Diane McBain    | Advocaat     |
| Duane Whitaker  | Scott        |

### Poppen
- Blade
- Pinhead
- Jester
- Tunneler
- Torch
- Six Shooter
- Decapitron
- Dark Totem